# Gaëlle Bona
Pour les articles homonymes, voir Bona.
Gaëlle Bona est une actrice française née le 11 mai 1980. Elle se produit au théâtre, dans des spectacles musicaux, des courts et longs métrages de cinéma, des téléfilms et des pièces de théâtre filmées.

## Biographie
Gaëlle Bona est née le 11 mai 1980 sur un voilier au large de la Bretagne[réf. nécessaire]. Elle a grandi en région parisienne.
Gaëlle Bona est la mère d'une fille et d'un garçon.

### Carrière
Elle se produit au théâtre dans des pièces de Catherine Bay et dans des spectacles musicaux comme ceux d'Anthony Hampton en 2002.
Dans le genre dramatique, elle tourne dans L'Enfer de Danis Tanovic, plus biographique dans Marie-Antoinette de Sofia Coppola et, pour France 2, La Reine morte d'après la pièce éponyme d'Henry de Montherlant réalisée par Pierre Boutron en 2009, dans le rôle de la reine Inés de Castro.
En 2005 et 2006, elle a joué dans deux comédies : Olé ! de Florence Quentin et La Maison du bonheur de Dany Boon où elle incarne Élisabeth Boulin, jeune fille de 17 ans, vivant de belles mais éphémères histoires d'amour.
À partir de 2014, elle incarne le rôle du capitaine Valentine Duteil dans la série Mongeville, diffusée sur France 3.
La série est arrêtée, selon la volonté de la chaîne, et le dernier épisode a été diffusé le 27 novembre 2021.
Elle est rediffusée sur Polar+ puis sur C8.

## Filmographie

### Cinéma
- 2001 : Nonfilm, moyen-métrage de Quentin Dupieux
- 2003 : Coming Out, court-métrage
- 2003 : Le Voisin Éric, court-métrage
- 2004 : L'Enfer, de Danis Tanović
- 2005 : Olé !, de Florence Quentin
- 2006 : Marie-Antoinette, de Sofia Coppola
- 2006 : La Maison du bonheur, de Dany Boon
- 2007 : Anna M., de Michel Spinosa
- 2013 : Grand Départ, de Nicolas Mercier
- 2015 : Les Châteaux de sable, d'Olivier Jahan

### Télévision
- 2007 : Les Cerfs-volants de Jérôme Cornuau
- 2007 : L'Étrangère, de José Pinheiro
- 2009 : La Reine morte de Pierre Boutron
- 2009 : Camus de Laurent Jaoui
- 2011 : Le vernis craque de Daniel Janneau
- 2011 : Dame de cœur de Charlotte Brändström
- 2011 : Je, François Villon, voleur, assassin, poète... de Serge Meynard
- 2011 : Quand la guerre sera loin de Olivier Schatzky
- 2011 : Louis XI, le pouvoir fracassé de Henri Helman
- 2011 : Saïgon, l'été de nos 20 ans de Philippe Venault
- 2012 : Le Désert de l'amour de Jean-Daniel Verhaeghe
- 2013 : Autopsie d'un mariage blanc de Sébastien Grall
- 2013 : Une femme dans la Révolution de Jean-Daniel Verhaeghe
- 2014 : Richelieu, la Pourpre et le Sang de Henri Helman
- 2014 : Bleu catacombes de Charlotte Brändström
- 2014 : Meurtres à Rocamadour de Lionel Bailliu
- 2014 - 2021 : Mongeville (série, à partir de l'épisode 4) : capitaine/lieutenant Valentine Duteil
- 2015 : Le Chapeau de Mitterrand de Robin Davis
- 2015 : Le Temps d'Anna de Grzegorz Zgliński
- 2016 : Lebowitz contre Lebowitz de Frédéric Berthe
- 2017 : Les Brumes du souvenir de Sylvie Ayme : capitaine Clara Merisi
- 2019 : Les Murs du souvenir de Sylvie Ayme : capitaine Clara Merisi
- 2020 : Les Ondes du souvenir de Sylvie Ayme : capitaine Clara Merisi
- 2022 : Rendez-vous avec le crime de Méliane Marcaggi : Sidonie
- 2024 : Meurtres au Puy-en-Velay de Laurence Katrian : lieutenant Marion Cazale